# 朱爾·布爾西耶
克勞德·瑪麗·朱爾·布爾西耶（法語：Claude Marie Jules Bourcier，1797年2月19日—1873年3月9日）是一名法國博物學家和蜂鳥專家。
布爾西耶出生於索恩-盧瓦爾省屈斯里。1832年至1837年，他是隆河省米耶里的市長，1849年至1850年，他是法國駐厄瓜多領事。1857年，他成為里昂林學會（Société linnéenne de Lyon）的會士。
布爾西耶單獨或與阿道夫·德拉特和艾蒂安·穆爾桑等其他鳥類學家合作，命名了許多新的蜂鳥物種。
以下蜂鳥品種以他的名字命名：
- 銅尾慧星蜂鳥（Polyonymus caroli），由布爾西耶於1847年描述；
- 直嘴隱蜂鳥（Phaethornis bourcieri），由勒內-普里梅韋勒·萊松於1832年描述[1]。

1867年，喬治·揚以他的名字命名了一種南美洲蛇Saphenophis boursieri。根據他為路德維希·卡爾·格奧爾格·費弗收集的標本，陸生軟體動物Bourciera屬以他的名字命名。
他於1873年在巴黎巴蒂尼奧爾逝世，享年76歲。

## 出版
- Descriptions de nouvelles espèces d'oiseaux-mouches, 1839 (with Martial Étienne Mulsant & Jules Verreaux)
- Collection typique d'oiseaux mouches (Trochilidés), 1874 (posthumous)[5]

## 來源
- Beolens, Bo; Watkins, Michael (2003). Whose Bird?: Men and women commemorated in the common names of birds. London: Christopher Helm. 400 pp. ISBN 978-0713666472.